# Фалеме
Фале́ме (устар. Фалемэ; фр. Falémé) — река в Западной Африке. Левый приток реки Сенегал.
Бассейн реки площадью 28 900 км² находится на территории Сенегала, Мали и Гвинеи. Длина реки 625 км. Исток реки находится в Гвинее на горном регионе Фута-Джаллон на высоте 800 м над уровнем моря. Климат в пределах бассейна реки характеризуется нерегулярным сезонным и межгодовым режимом выпадения осадков, что влияет на интенсивность эрозионного воздействия и показатели стока воды и взвешенных частиц. Расход воды в течение года сильно колеблется. В сезон дождей с август по октябрь он составляет 451 м³/с. В маловодный период с ноября по июль он снижается до 10,6 м³/с. За год течением переносится около 0,2 млн тонн взвесей твердых частиц.
В долине реки обнаружены археологические находки палеолитического возраста.
У истока, в Сенегале, расположены месторождения железной руды. Эти руды образовались в докембрийскую эпоху. Здесь обнаружены девять скоплений руды, в двух наиболее крупных содержится около 320 млн тонн руды с содержанием железа 42 %. Запасы семи других скоплений оцениваются в 310 млн тонн с 59 % железа.